# Nikoła Dinew
Nikoła Nikołow Dinew (bg. Никола Динев Николов; ur. 18 października 1953 w Nowej Zagorze) – bułgarski zapaśnik walczący przeważnie w stylu klasycznym. Olimpijczyk z Montrealu 1976, gdzie zajął piąte miejsce w kategorii plus 100 kg, w stylu wolnym.
Mistrz świata w 1977 i 1982; drugi w 1978, 1981 i 1983. Zdobył sześć medali na mistrzostwach Europy w latach 1975 – 1986. Wygrał zawody Przyjaźń-84.